# Вила Конзалви (Кјети)
Вила Конзалви је насеље у Италији у округу Кјети, региону Абруцо.
Према процени из 2011. у насељу је живело 215 становника. Насеље се налази на надморској висини од 248 м.